# Sly 2: Band of Thieves
Sly 2: Band of Thieves är ett Playstation 2- och Playstation 3-spel skapat av den amerikanska spelutvecklaren Sucker Punch Productions. Det är uppföljaren till Sly Raccoon och hör till Sly Cooper-serien.
Spelet har sen föregångaren utvecklats och det visuella har uppgraderats mycket. En av de bästa funktionerna är att till skillnad från föregångaren kan man nu spela som Slys vänner Bentley och Murray. Alla karaktärerna har nu hälsopoäng vilket ersätter de förra spelets "hästskosystem".  Det krävs även mer än ett slag för att slå ner en vakt. Under spelet utför man även missions som Bentley och Murray. De har alla unika egenskaper och kan göra betydligt mer än vad de kunde i det förra spelet. Men Sly är fortfarande huvudpersonen efter dessa ändringar. Man kan även köpa olika moves till karaktärerna för spelets valuta. Man samlar in pengarna genom att slå sönder föremål eller att stjäla pengar och föremål ur vakternas fickor. Föremålen kan man sedan sälja i sitt safehouse för ett visst antal mynt. Det är även i sitt safehouse som man köper moves. Fler blir tillgängliga ju längre in i spelet man kommer.

## Spelupplägg
Sly 2: Band of Thieves kommer med flertal nya spelfunktioner. Man kan nu istället för att bara spela som Sly även spela som hans vänner Bentley och Murray. Bentley använder sig av en annan sorts smygteknik än Sly. Han kan inte klättra uppför stuprör eller hoppa särskilt långt men istället är han utrustad med ett armborst som kan skjuta sövande pilar och har även olika bomber som kan användas för att sabotera utrustningar eller helt enkelt smälla fiender. Bentley använder sig också av sina otroliga hackningskunskaper för att hacka skurkarnas datorer under olika uppdrag. Hackningen består av ett litet roligt minigame som blir svårare och svårare ju längre in i spelet man kommer. Murray däremot är motsatsen till att smyga. Hans styrka gör att han kan ta hand om flera fiender samtidigt med sina kraftfulla slag. Han kan även plocka upp föremål och sedan kasta dem. Hans styrka hjälper gänget att utföra tuffa uppgifter som ingen annan av karaktärerna hade klarat av.
Varje karaktär har nu istället ett visst antal hälsopoäng som blir mindre varje gång den blir skadad av en vakt eller omgivningen. Får man slut på liv så får man börja om uppdraget eller återupplivas på något nytt ställe. Alla karaktärerna har ett flertal olika specialförmågor och varje gång man använder en så försvinner en bit av ens specialkrafter beroende på vad man använder. Om man får slut på krafter kan man inte längre använda sina förmågor. Vissa förmågor eller redskap behövs för att klara av en del uppdrag. Båda mätarna kan bli återställda genom att hitta små röda kors (liv).
Sly 2 har nu 8 stycken olika världar där målet i varje värld är att stjäla tillbaka en bit av Clockwork från Klawwligan. Alla världarna är välgjorda och introducerar nya miljöer och möjligheter. I varje värld har gänget ett gömställe där man kan välja vilken karaktär man vill spela. Spelarna kan utforska världarna hur de vill och med vilken karaktär som helst. Uppdragen startas på särskilda platser i världen och det kräver att man är där med rätt karaktär, är det ett uppdrag med Bentley kan man inte starta uppdraget med Sly.
En helt ny egenskap till spelet är ficktstöld. Sly kan smyga upp bakom vakter och sträcka fram sin käpp och sno deras mynt. Om det lyser runt deras ficka betyder detta att vakterna har ett dyrbart föremål. Efter att Sly fiskat i deras fickor och fått alla mynt kan han till sist ta föremålet. Man kan sedan sälja alla föremål man snott i gömstället för ett visst antal mynt beroende på hur dyrbart föremålet är.
Så gott som alla specialförmågor köps nu i gömstället istället för med förra spelets kassaskåpssystem. Men det finns fortfarande ett kassaskåp per värld. Ledtrådarna (flaskorna) är utspridda över hela den öppna världen, om man hittar alla kan man öppna kassaskåpet och få en specialförmåga som annars är omöjlig att få tag i. För att kunna köpa dessa förmågor i gömstället måste man samla in mynt genom fickstöld, slå sönder föremål eller ta med dyrbara föremål tillbaka till gömstället som t.ex. tavlor eller vaser som det finns några enstaka av per värld. Dessa säljs på hemsidan Thiefnet där man säljer alla sina föremål och köper sina förmågor. Varje värld har olika förmågor som går att köpa, och ju längre man kommer desto dyrare blir allt.

## Handling
2 år efter att Sly besegrade Clockwork i Sly Raccoon är Sly nu på väg att stjäla Clockworkdelarna från ett museum i Kairo och äntligen få slut på Clockwork en gång för alla. Men till sin förvåning är delarna redan stulna. Han stöter på Carmelita Montoya Fox och hennes nya partner konstapel Neyla. Sly lyckas fly innan han blir gripen. Men innan han smiter från brottsplatsen råkar han höra Neyla föreslå att det antagligen var Klaww-ligan som stal delarna.
Sly och hans vänner åker till Paris där en av Klawwligans medlemmar, Dimitri, använder Clockworks fjädrar för att förfalska pengar. Sly och hans gäng stoppar Dimitris operation och Dimitri blir gripen av Interpol. Gänget åker sedan vidare till Indien där Rajan visar upp Clockworks vingar på en bal. Rajan är även ledare för en organisation som odlar och säljer en olaglig växt som växer naturligt i den indiska djungeln. Många andra medlemmar av Klawwligan är närvarande på balen, samt flera Interpolagenter som Carmelita och Neyla. Gänget snor vingarna på balen tack vare att Sly får allas uppmärksamhet genom en otroligt vacker dans med Carmelita. När Sly smiter med vingarna börjar Carmelita arrestera folk. Klawwligan flyr och Rajan gömmer sig långt in i den Indiska djungeln. De lyckas spåra Rajan till hans hemliga högkvarter där han använder hälften av Clockworks hjärta för att maximera sin produktion och den andra halvan har han på en pinne som Rajan konstant har med sig vart han går. Gänget lyckas sno båda delarna av hjärtat och Murray däckar Rajan efter en lång fight. Men Carmelita, Neyla och Grevinnan anländer. Neyla anklagar Carmelita och påstår att hon arbetade med Sly kvällen då vingarna blev stulna. Hon fortsätter sedan och sätter Sly, Murray och Carmelita i fängelse.
Bentley som nu är helt ensam utan sina vänner lyckas spåra dem till Prag där de sitter i Grevinnans fängelse. Han lyckas ta reda på att Grevinnan i själva verket är hemlig medlem i Klawwligan och använder sin höga position som fängelsevärdinna att hypnotisera fångar så att de berättar var de har gömt sina stulna förmögenheter. Bentley lyckas få ut Sly ur fängelset och sedan hjälps de åt att rädda Murray. Grevinnan lyckas fly till sitt slott. Gänget anländer till slottet efter några veckor där Neyla försöker inta slottet med sina legosoldater. Neyla har fått i uppgift att arrestera Grevinnan för korruption. Sly tar reda på att Grevinnan har Carmelita inlåst och håller på att hypnotisera henne med hjälp av Clockworks ögon. Gänget lyckas sno ögonen, rädda Carmelita och besegra Grevinnan. Men Neyla får äran för arresteringen och blir befordrad till kapten.
Gänget far vidare till Kanada där Jean Bison transporterar krydda genom att använda Clockworks lungor och mage i sina tåg så att de kan köra hela natten och hela dan. När Sly infiltrerar Jean Bisons bas avlyssnar han en konversation mellan Bison och Arpeggio. Arpeggio är den sista Klawwmedlemmen som inte är arresterad. Han är osäker om "Norrskensbatteriet" kommer vara klart tills han kommer och hämtar det. Bison garanterar att allt kommer vara färdigt till hans ankomst. Gänget saboterar tågen och stjäl alla Clockworkdelarna som fanns i tågen. Bison flyr till ett skogshuggarläger där han sätter Clockworks klor som pris i den kommande skoggshuggartävlingen. När gänget anländer finner de norrskensbatteriet och modifierar det så de kan gömma sig i det när Arpeggio kommer och hämtar batteriet. Gänget försöker sedan vinna över Bison i skoggshuggartävlingen men blir tagna på bar gärning när de försöker fuska och blir arresterade. Bentley lyckas fly från sågverkets kontrollrum där de är inlåsta. Innan Bentley besegrar Bison berättar han att de hittat deras gömställe med alla Clockworkdelarna och sålt alla delarna till Arpeggio. Bentley besegrar sedan Bison och befriar sina kompisar från kontrollrummet. De lyckas precis gömma sig i batteriet innan Arpeggios luftskepp kommer och hämtar upp det.
När de väl är uppe i luftskeppet får Sly reda på att Arpeggio redan har satt ihop alla delarna och återskapat Clockwork. Han får också reda på att Neyla har jobbat med Arpeggio hela tiden och försökt stjäla Clockworkdelarna till Arpeggio som vill sätta samman sin egen klena kropp med Clockwork och bli odödlig. De avslöjar sin plan att använda norrskensbatteriet som kraftkälla till sin hypnotiska ljusshow över Paris. Hatet genererat av Paris befolkning hoppas Arpeggio kunna ge kraft till Clockworks kropp på samma sätt som Clockwork levde på sitt eget hat mot Cooperfamiljen en gång i tiden. Men när Arpeggio ska hoppa in i Clockwork förråder Neyla honom och hoppar själv in i Clockwork och dödar sedan Arpeggio. Clock-La är född! Gänget måste nu stoppa Clock-La och hennes plan att hypnotisera hela Paris. De börjar med att ta sönder luftskeppets motor för att försvaga Clock-La. Sedan hjälps Carmelita och Sly åt att skjuta ner fågeln. Men Clock-La flyger in i luftskeppet och tar Bentley och Murray som gisslan i batteriet som de använde som gömställe. Detta får luftskeppet att explodera. Sly jagar fatt på sina vänner och ser till att Clockwork störtar.    
Men Clock-La lever fortfarande. Bentley tar bort hatchippet från Clock-La men oturligt nog stängs näbben och klämmer Bentley som skadas ordentligt. Carmelita som är förbannad på Neyla krossar hatchippet vilket gör att alla Clockworkdelarna börjar ruttna och därmed bryta Clockworks förbannelse över Cooperklanen för evigt. Carmelita försöker även arrestera gänget men går istället med på en deal: Sly överlämnar sig själv utan något motstånd så låter Carmelita Bentley och Murray fly. Sly och Carmelita går ombord på en helikopter som ska flyga dem till Paris polisstation. Men Bentley och Murray gör sig av med chauffören och saboterar helikoptern så att den flyger i cirklar. Efter att Sly och Carmelita pratat ett tag går Carmelita fram till chauffören för att fråga varför det tar så lång tid. Sly lyckas då få upp låset till sina handklovar och hoppar ut ur helikoptern och skärmflyger till säkerhet.

## Svenska röster
- Sly – Mattias Knave
- Bentley – Hasse Jonsson
- Murray – Per Sandborgh
- Dimitri – Joakim Jennefors
- Rajan – Peter Sjöqvist
- Carmelita – Nina Gunke
- Neyla – Annica Smedius
- Grevinnan – Annelie Berg
- Jean Bison – Johan Hedenberg
- Arpeggio – Dick Eriksson